# Brooke Ashley
Brooke Ashley (ur. 5 maja 1973 w Daegu) – amerykańska aktorka filmów pornograficznych pochodzenia koreańskiego.

## Życiorys

### Wczesne lata
Urodziła się w Daegu w Korei Południowej. Jej ojciec był amerykańskim robotnikiem, a matka Koreanką. Startowała w konkursie piękności, a jej opiekunem był wujek. W wieku 16 lat została wybrana Wicemiss konkursu Miss Nastolatek w Kansas City. Kiedy jej wujek został skazany za pranie brudnych pieniędzy i wysłany do więzienia, podjęła pracę w Walmart, zanim uciekła na Florydę, gdzie pracowała jako striptizerka. 

### Kariera
Po przeprowadzce do Los Angeles, w grudniu 1991, gdy miała 18 lat pod pseudonimem Fantasia zaczęła występować w filmach porno, w tym Up Your Ass 2 (1996) z Seanem Michaelsem, Pickup Lines 7 (1996) z Peterem Northem, Private Gold 21: Hawaiian Ecstasy (1997) z Davidem Perry, Silvią Saint i Frankiem Gunem, She's My Little Fortune Nookie (1997) z Julianem, Kobe's Tie (1998) z Markiem Davisem.
Związana była z aktorem, scenarzystą i producentem filmowym Paulem Reubensem, aktorem porno Markiem Wallice i Charlie (1997).
Postanowiła odejść z przemysłu filmowego 29 marca 1998, po odkryciu, że jest zarażona wirusem HIV. Według reżysera Rodneya Moore'a do zarażenia doszło podczas udanej próby ustanowienia rekordu świata w liczbie partnerów w seksie analnym (50), co zostało pokazane w filmie The World's Biggest Anal Gangbang. Do branży pornograficznej powróciła w 2005 wraz ze swoim partnerem Eddym Woodem.
Pojawiła się też w filmie The Swindle (1991) jako przesłuchiwana klientka i dramacie CBS Albo on, albo my (It Was Him or Us, 1995) jako Jenna Wilson z Richardem Grieco i Davidem Gallagherem, telewizyjnym filmie dokumentalnym Andersa Dalgaarda The Other Hollywood (1999) i dokumencie MTV o przemyśle filmów pornograficznych.